# Copa de Egipto 2009-10
La Copa de Egipto 2009-10 de fútbol fue la edición número 79 del torneo, desde que este comenzara a disputarse en 1921. Participaron un total de 48 equipos.
La final, entre el Al-Ahly y el Haras El-Hodood, se disputó el 7 de junio de 2010 en el Estadio Internacional de El Cairo. El partido acabó 1-1, llevánsose el título el Haras El-Hodood gracias a los lanzamientos desde el punto de penalti.

## Dieciseisavos
| 21 de mayo de 2010, 16:00 | Tanta FC | 2-2 (4-1 pen.)    | El Mansoura | Tanta Stadium, |  |
|                           |          | [Reporte Reporte] |             |                |  |

| 21 de mayo de 2010, 17:00 | Senbellaween FC | 0-1               | Haras El-Hodood              | El Mansoura Stadium, |  |
|                           |                 | [Reporte Reporte] | Ahmed Abdel-Ghani 45' (pen.) |                      |  |

| 21 de mayo de 2010, 19:00 | Ismaily                                                | 3-0               | Aluminim | Estadio de Ismailia, |  |
|                           | Ahmed Samir Farag 38' · Ahmed Ali 57' · Mohab Said 88' | [Reporte Reporte] |          |                      |  |

| 21 de mayo de 2010, 19:00 | Al-Mokawloon Al-Arab           | 2-0               | Misr El Makasa | Arab Contractors Stadium, |  |
|                           | Basem Ali · Mohamed Samara 84' | [Reporte Reporte] |                |                           |  |

| 21 de mayo de 2010, 19:00 | Al-Masry              | 2-0               | Telephonaat Bani Suweif FC | Estadio de Port Said, |  |
|                           | Ahmed Sherwyda 7' 82' | [Reporte Reporte] |                            |                       |  |

| 21 de mayo de 2010, 19:00 | Al-Ittihad             | 1-0 (prórroga)    | Tersana SC | Estadio de Alejandría, |  |
|                           | Abdelhamid Hassan 117' | [Reporte Reporte] |            |                        |  |

| 21 de mayo de 2010, 19:00 | Al Nasr | 1-2               | El-Entag El-Harby | Al Nasr Stadium, |  |
|                           |         | [Reporte Reporte] |                   |                  |  |

| 21 de mayo de 2010, 19:00 | Al Ragaa | 0-0 (5-3 pen.)    | Ittihad El-Shorta | Harras El-Hedoud Stadium, |  |
|                           |          | [Reporte Reporte] |                   |                           |  |

| 22 de mayo de 2010, 16:00 | Al Qanah | 0-3               | Petrojet | Qanah Stadium, |  |
|                           |          | [Reporte Reporte] |          |                |  |

| 22 de mayo de 2010, 16:00 | Al-Rebat We Al-Anwar             | 2-2 (4-3 pen.)    | Ghazl El Mahalla                               | Al-Rebat We Al-Anwar Stadium, |  |
|                           | Amr El Fayoumy · Ibrahim Khaleel | [Reporte Reporte] | Karim Adel Abdel Fatah · Ahmed Hassan 'Drogba' |                               |  |

| 22 de mayo de 2010, 16:00 | Asyut Petroleum | 5-3               | Koroum | Asiut University Stadium, |  |
|                           |                 | [Reporte Reporte] |        |                           |  |

| 22 de mayo de 2010, 16:00 | Al-Nasr Taadin | 0-2               | Tala'ea El-Gaish | Aswan Stadium, |  |
|                           |                | [Reporte Reporte] |                  |                |  |

| 22 de mayo de 2010, 17:00 | Al Dakhleya | 2-2 (El Gouna por pen.) | El Gouna | Sekka El Hadeed Stadium, |  |
|                           |             | [Reporte Reporte]       |          |                          |  |

| 22 de mayo de 2010, 17:00 | El Fayoum FC | 0-1               | Zamalek          | Fayoum Stadium, |  |
|                           |              | [Reporte Reporte] | Ahmed Gaafar 68' |                 |  |

| 22 de mayo de 2010, 19:00 | Etihaad Nabarouh | 0-3               | Al-Ahly                                                | Nabarooh Stadium, |  |
|                           |                  | [Reporte Reporte] | Mohamed Fadl 30' · Mohamed Fadl 53' · Ahmed Shokry 74' |                   |  |

| 22 de mayo de 2010, 19:00 | Gasco FC | 0-1               | Enppi                  | Estadio de Suez, |  |
|                           |          | [Reporte Reporte] | Ahmed Al-Muhammadi 11' |                  |  |

## Octavos de final
| 25 de mayo de 2010, 18:00 | Al-Masry                                  | 2-3               | Al-Mokawloon Al-Arab                                       | Estadio de Port Said, |  |
|                           | Shedid Qinawi 45+2' · Mohamed Khalifa 81' | [Reporte Reporte] | Ihab El-Masry 4' · Samara 39' · Reda El-Weshi 90+1' (pen.) |                       |  |

| 25 de mayo de 2010, 18:00 | Al-Ittihad                                                               | 6-1               | Tanta               | Estadio de Alejandría, |  |
|                           | Gedo 7' 48' 51' · Mahmoud Samir 58' 71' · Mahmoud Shaker Abdel Fatah 74' | [Reporte Reporte] | Mahmoud Khafaga 80' |                        |  |

| 25 de mayo de 2010, 18:00 | Al-Ragaa                | 1-2               | Haras El-Hodood                          | El Maxs Stadium, |  |
|                           | Abdel Rahman Mosaad 70' | [Reporte Reporte] | Abdel Malek 54' · Ahmed Hassan Mekky 64' |                  |  |

| 25 de mayo de 2010, 21:00 | Ismaily                                                                         | 4-0               | El-Gaish | Estadio de Ismailia, |  |
|                           | Ahmed Ali 23' · Ahmed Samir Farag 30' · Mohab Said 58' · Abdallah El-Shahat 71' | [Reporte Reporte] |          |                      |  |

| 25 de mayo de 2010, 21:00 | Enppi                                                                        | 5-0               | Asyut Petroleum | Estadio Petro Sport, |  |
|                           | Islam Awad 2' · Ahmed Abd El-Zaher 5' 49' · Zeka Goore 10' · Ahmed Raouf 58' | [Reporte Reporte] |                 |                      |  |

| 26 de mayo de 2010, 16:00 | Al-Rebat We Al-Anwar | 0-2               | Petrojet                                  | Al Rebat We Al Anwar Stadium, |  |
|                           |                      | [Reporte Reporte] | Cofie Bekoe 6' · Alaa El-Ghoul 57' (o.g.) |                               |  |

| 26 de mayo de 2010, 18:00 | El-Entag El-Harby               | 2-2 (4-2 pen.)    | El Gouna                         | Estadio Al-Salam, |  |
|                           | Abou Kone 76' · Hazem Fathi 92' | [Reporte Reporte] | Gamal Hamza 44' · Ramy Adel 117' |                   |  |

| 26 de mayo de 2010, 21:00 | Zamalek           | 1-3               | Al-Ahly                                                           | Estadio Internacional de El Cairo, |  |
|                           | Hussein Yasser 1' | [Reporte Reporte] | Sherif Abdel-Fadil 17' · Mohamed Fadl 38' · Mohamed Aboutrika 52' |                                    |  |

## Cuartos de final
| 29 de mayo de 2010, 18:00 | Haras El-Hodood                                      | 3-1               | Al-Mokawloon Al-Arab | El Maxs Stadium, |  |
|                           | Abdel Malek 22' 52' · Ahmed Abdel Ghani 90+2' (pen.) | [Reporte Reporte] | Hamada El Sayed 76'  |                  |  |

| 29 de mayo de 2010, 21:00 | Ismaily            | 1-1 (5-3 pen.)    | Al-Ittihad | Estadio de Ismailia, |  |
|                           | Abdallah El Shahat | [Reporte Reporte] | Gedo 23'   |                      |  |

| 30 de mayo de 2010, 18:00 | El-Entag El-Harby                    | 2-1 (prórroga)    | Enppi                   | Estadio de la Academia Militar de El Cairo, |  |
|                           | Sameh Adrous 98' · Hassan Mousa 108' | [Reporte Reporte] | Vincent Die Foneye 103' |                                             |  |

| 30 de mayo de 2010, 21:00 | Al-Ahly                | 1-0               | Petrojet | Estadio Internacional de El Cairo, |  |
|                           | Mohamed Aboutreika 68' | [Reporte Reporte] |          |                                    |  |

## Semifinales
| 3 de junio de 2010, 18:00 | Haras El-Hodood                          | 2-1 (prórroga) | Ismaily                | El Maxs Stadium, |  |
|                           | Islam El-Shater 31' · Mohamed Hamed 113' |                | Mohamed El-Seleity 33' |                  |  |

| 3 de junio de 2010, 21:00 | Al-Ahly              | 2-1               | El-Entag El-Harby | Estadio Internacional de El Cairo, |  |
|                           | Mohamed Fadl 27' 41' | [Reporte Reporte] | Sameh Adrous 15'  |                                    |  |

## Final
| 7 de junio de 2010, 20:30 | Al-Ahly              | 1-1 (4-5 pen.)    | Haras El-Hodood     | Estadio Internacional de El Cairo, |  |
|                           | Ahmed Salem Safy 45' | [Reporte Reporte] | Mohamed Barakat 82' |                                    |  |